# Severus von Ravenna

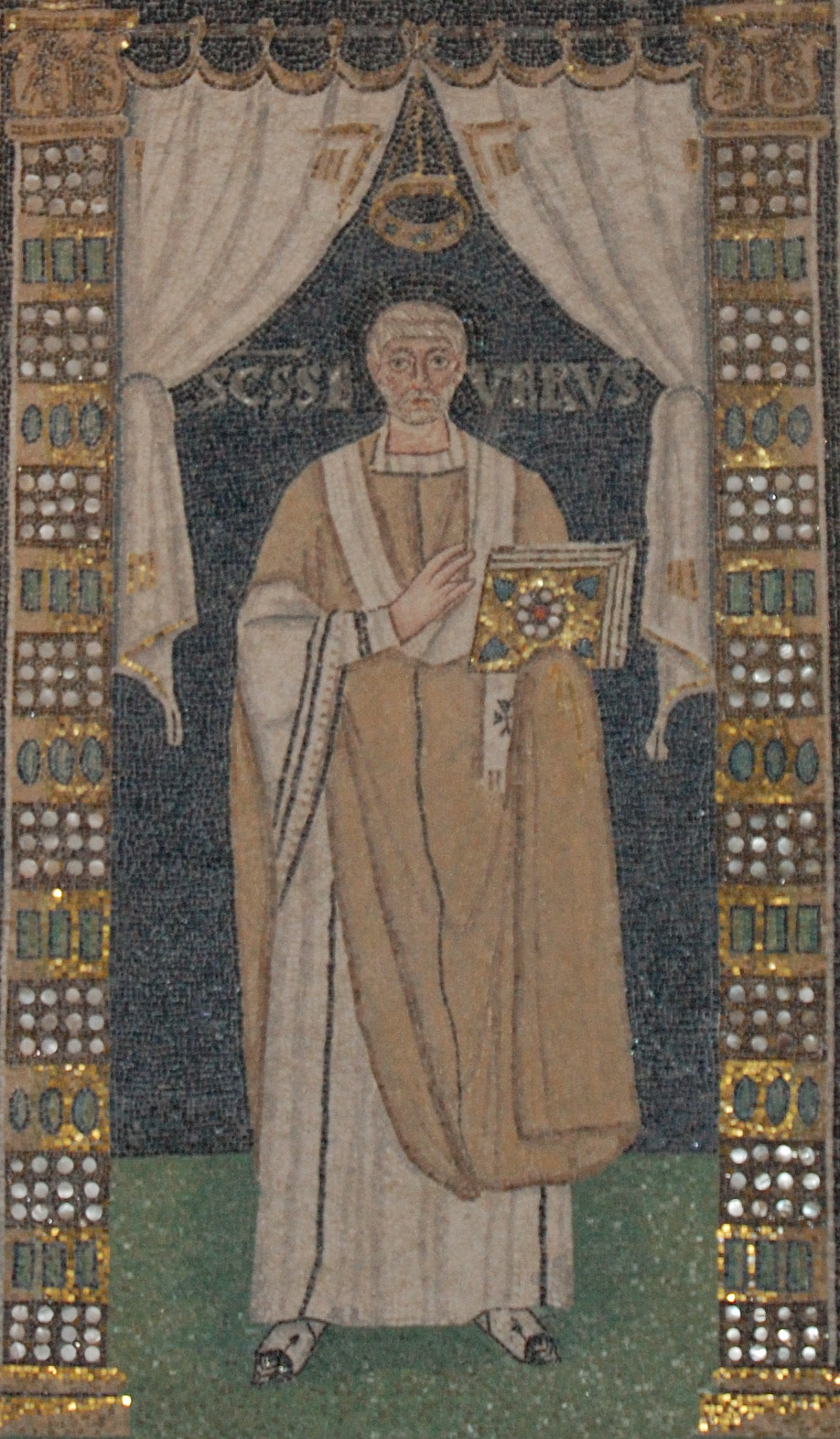
Severus von Ravenna

Der heilige Severus (* in Ravenna; † 1. Februar 344/346 ebenda) war von ca. 342 bis ca. 344/346 Bischof in Ravenna.

## Leben
Nach der Legende sollte zu Pfingsten 342 in Ravenna ein neuer Bischof gewählt werden. (In der Frühkirche wurde der Bischof von der ganzen Gemeinde gewählt.) Als der eigentlich unbeteiligte Wollweber Severus zur Wahl kam, flog eine Taube herein, kreiste über ihm und setzte sich drei Mal auf seine Schulter. Dies sah die Gemeinde als göttliches Zeichen an und wählte ihn zum Bischof.
Als historisch gesichert gilt lediglich seine Teilnahme am Konzil von Serdica (342/343).
Beerdigt wurde Severus 344 in Classe, dem heute nicht mehr existierenden Hafen von Ravenna. Seine Gebeine wurden 836 von Erzbischof Otgar von Mainz erst nach Mainz und schließlich nach Erfurt gebracht.
Gedenktag des heiligen Severus ist der 1. Februar, sein Todestag. Er ist Schutzpatron der Weber und Spinner, Polizisten, Tuch-, Strumpf-, Handschuh- und Hutmacher.

## Severisarkophag

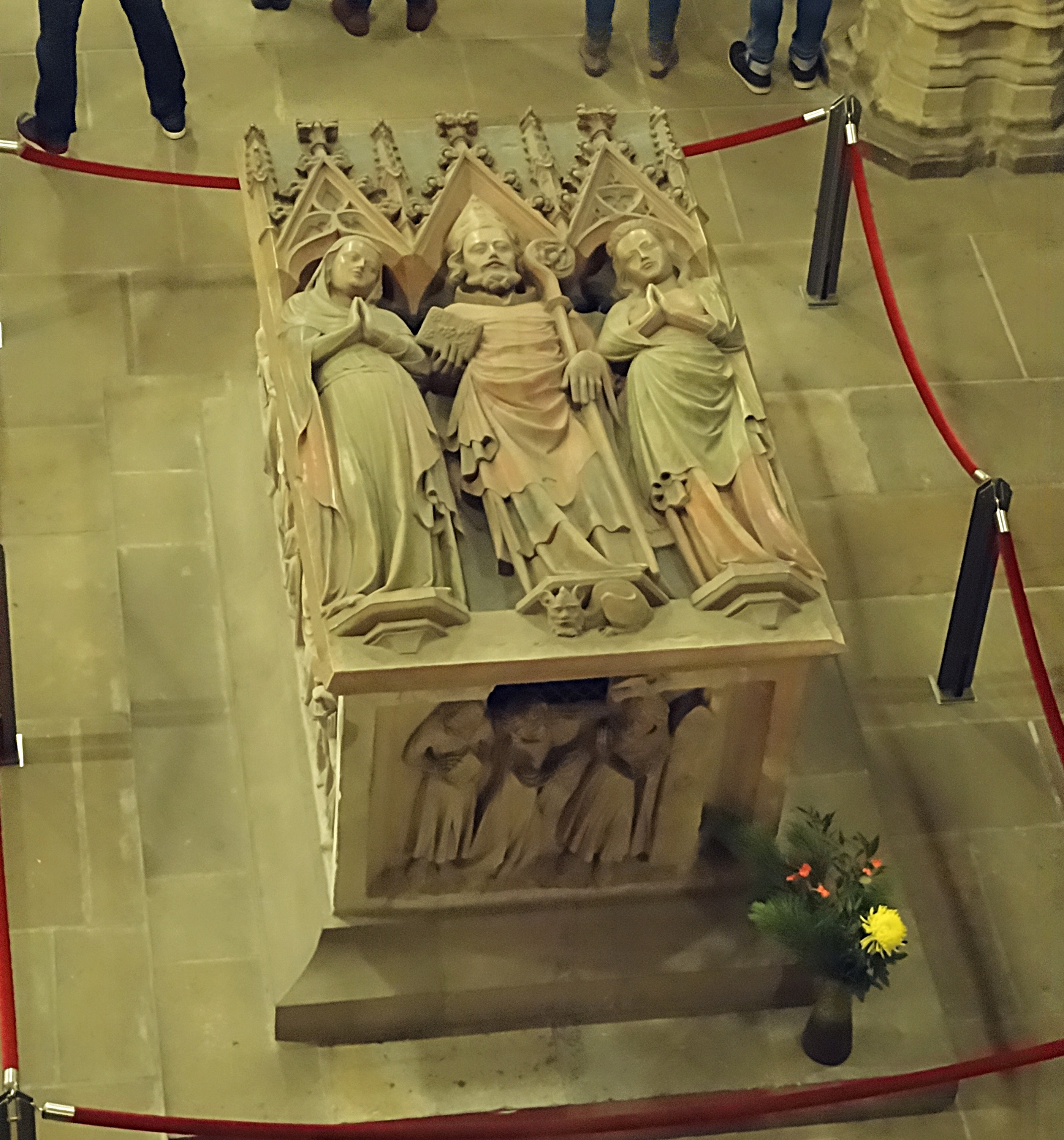
Severisarkophag in Erfurt

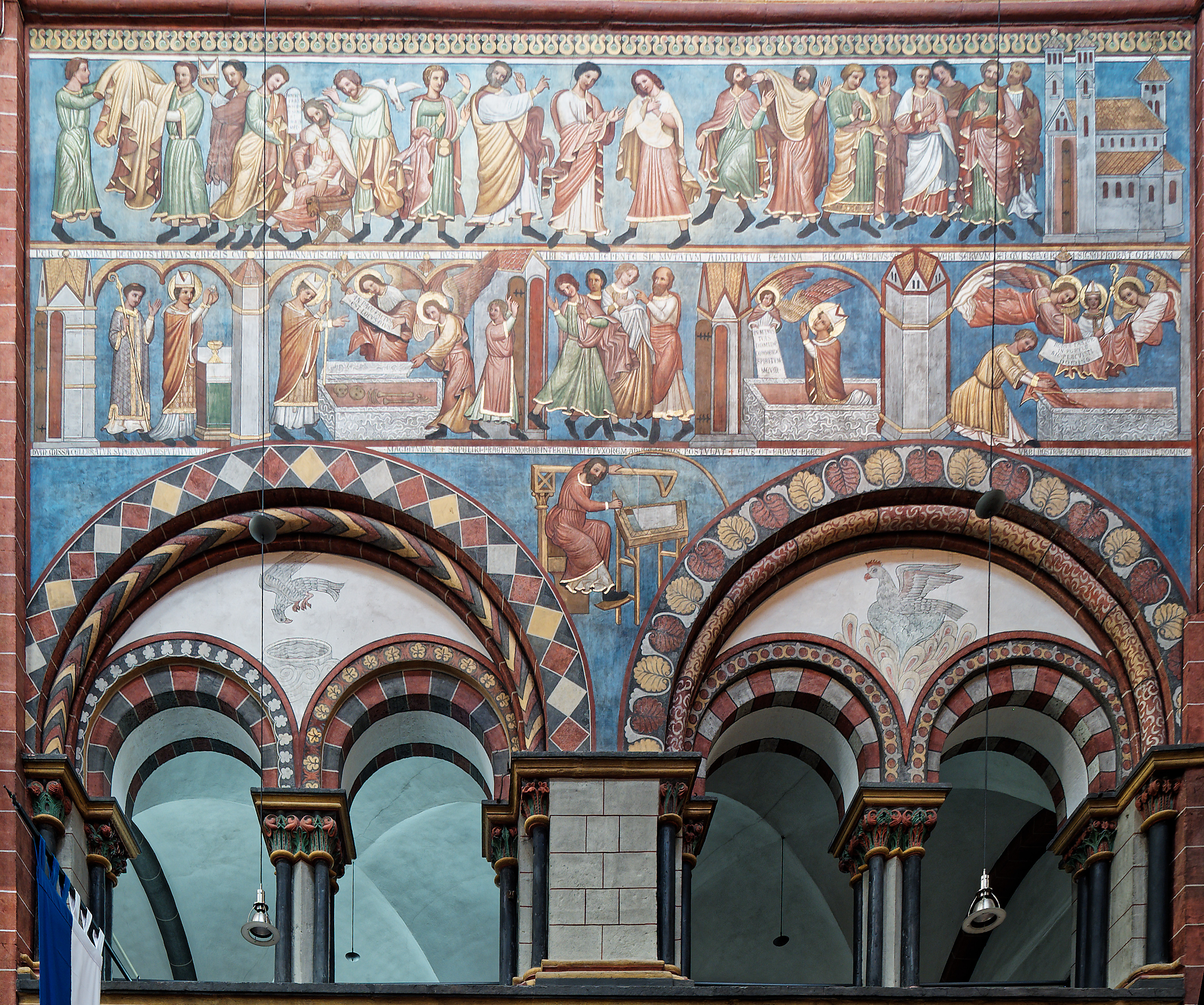
Wandgemälde mit der Darstellung der Bischofswahl des Severus in der Kirche St. Severus in Boppard

Der steinerne Sarkophag des Heiligen Severus mit Frau und Tochter (Vincentia und Innocentia) befindet sich in der Severikirche zu Erfurt. Dort waren seine Gebeine vermutlich im Westteil eines Vorgängerbaues der Kirche beigesetzt und verehrt worden. Mit dem Neubau der Kirche wurde auch eine Neugestaltung des Grabmals notwendig, das weiterhin an zentraler Stelle, vermutlich nahe dem Westchor aufgestellt war. Bei dem Brand 1472 ist der Westchor stark zerstört worden, anschließend hat man das Grabmal zerlegt und die Seitenplatten anderweitig aufgestellt. Die originale Deckplatte wurde nach 1472 als Aufsatz für den Severusaltar im südlichen Querhausarm verwendet. Erst 1948 wurden die Teile wieder zusammengefügt und an dieser Stelle aufgestellt, 1982 kam ein Abguss der Deckplatte hinzu.
Der Sarkophag zählt zu den künstlerisch bedeutendsten Ausstattungsstücken der Severikirche. Die vier Reliefplatten der Umfassungswände entstanden zwischen etwa 1360 und 1370. Eine Quelle aus dem Jahr 1363 nennt einen neuen Altar zu Ehren Johannis des Täufers, Severus’, Hieronymus’ und der Heiligen Drei Könige. Auf den nahezu vollplastischen Hochreliefs werden Szenen aus dem Leben und Wirken des Heiligen Severus und die Anbetung der Heiligen Drei Könige nach einem Vorbild in der Nürnberger Lorenzkirche von 1360 dargestellt. Es wurde auch vermutet, dass die einzelnen Teile erst einige Zeit nach ihrer Entstehung zu einer Tumba vereinigt worden sind und zuvor einzeln oder in anderem Zusammenhang, vielleicht als Teile eines Lettners mit Ambo, im Kirchenraum standen.

## Ikonografie
Severus wird oft mit der Taube oder einem Walkerbaum dargestellt.

## Kirchen
In Deutschland sind dem Hl. Severus mehrere Kirchen geweiht:
- St. Severi (Blankenhain), Blankenhain
- St. Severus, Boppard
- Severikirche, Erfurt
- Severikirche, Fulda
- St. Severi (Kleinrettbach)
- St Severi, Otterndorf
- Die Kirche St. Severus in Gemünden die das St. Severusstift beherbergte
- Stiftskirche St. Martin und St. Severus, Münstermaifeld

In der Taufkapelle der Basilika San Vitale in Ravenna findet sich ein Mosaik, das den Heiligen mit einer Taube auf der Schulter zeigt.
Siehe auch: Severikirche

## Editionen der Vita des heiligen Severus und erläuternde Schriften
- Catalogus Sanctorum etc. von Petrus de Natalibus, Lyon 1508.
- Sermo de S. Severo auctore Petro Domiani ap. Surius, De prob. SS. historiis, 1. Febr. VII, Köln 1581, p. 81.
- Sanctorum historiae von Laurentius Surius, Köln 1586. Breviarium dicendarum horar. canonic. ad usum Colleg. Sever.
- Rubeus, Historiae Raven. Venet. 1590.
- Vitae sanctorum: „Leben des Heiligen Severi /Bischoffs zu Ravenna/ welcher verschieden um das Jahr Christi 390“, Haraeus, Franziskus, Vitae sanctorum, 1611, S. 108/109. (Text im Anhang)
- Fabri, Le sacre memoriae di Rav., Venet 1664.
- AASS (Acta Sanctorum, ed. Bollandus), Acta f. Severus, ep. Ravennat, Febr. I (Aw 1658), 79 91.
- Agnelli liber pontificalis Ravennat. III., 1708, p. 9, Vita S. Severi ep. auct.
- Leven van den H. Severus bisschop van Ravenn, patroon der lynen wolle wewers, Antwerpen 1767.
- Josephi Aloysii Amadesi, Chronotaxis Antistitum Ravennatum cum notis L. Bertoldi et. A. Zannoni, Faventiae 1783. 3 Volum.
- Fantuzzi, Monumenta Rav. Venet. 1801.
- LThK (2. Aufl.), (Lexikon für Theologie und Kirche), IX, 704.
- Vita et translatio Sancti Severi auctore Liutolfo presbytero. In: Georg Waitz, Wilhelm Wattenbach u. a. (Hrsg.): Scriptores (in Folio) 15,1: Supplementa tomorum I-XII, pars III. Supplementum tomi XIII pars I. Hannover 1887, S. 289–293 (Monumenta Germaniae Historica, Digitalisat)
- Agnelli liber pontificalis ecclesiae Ravennatis. De sancto Severo. In: Ludwig Bethmann, Georg Waitz (Hrsg.): Scriptores rerum Langobardicarum et Italicarum saec. VI–IX. Hannover 1878, S. 283–287 (Monumenta Germaniae Historica, Digitalisat)
- Jaffé, Bibliotheca rerum Germanicarum Tom. Tert. Monumenta Moguntia, Berolini apud Weidmannos, 1866, pag. 507.
- BHL II (Bibliotheca Hagiographica Latina antiqua et mediae aetatis, ed. socii Bollandiani, 2 Bde., Brüssel 1898 bis 1901; Suppl. edito altera, ib. 1911.), Nr. 7679-84.
- Chevallier, M., Répertoire des sources historiques du moyen âge. Bio Bibliographie, Paris II, 1907, Sp. 4222.
- Bibl. SS (Bibliotheca Sanctorum, ed. Pontificia Universitá Lateranense, 13 Bde., Rom I, 1961 ff.) XI 997–1001.
- Zur „Tochter“ Innocentia: „Innocentia von Rimini“, in: Bibl. SS, VII, 834.
- Andreas, Liber pontificalis sive vitae Pontif. Ravann.
- Bibliotheca Casinensis III, Floril. p. 55.
- Übersetzung bei: Mabillon, Acta SS. ord. S. Bened. Saec IV., 2, p. 61.
- Miraculum S. Severi et Rubei hist. Raven. lib. 2 Acta: SS 1. Febr. I, p. 87.
- Aliud miraculum ex Petro Dom. sev. 2. ebd. p. 88.
- Potthast, Bibliotheca hist. II, p. 1572.
- Wattenbach, Deutschlands Geschichtsquellen I, S. 242.
- „Vita Sancti Severi Archiepiscopi Et Confessoris“, in: Mombritius, Boninus, Sanctearium seu Vitae Sanctorum II, Hildesheim N4 1978, Neudruck der Ausgabe Paris 1910, S. 504–505.

(Diese Auflistung der Quellen übernommen/zitiert aus: Wäß, 2006, Band 1, S. 500 f. / Hinweise auf weitere Quellen u. a. bei Künstle 1926, Anm. 17; Oppermann 1878, S. 2, Clemen 1916, S. 483, Anm. 17)